# Övre Hammardammen
Övre Hammardammen är en sjö i Ovanåkers kommun i Hälsingland och ingår i Ljusnans huvudavrinningsområde. Sjön har en area på 0,591 kvadratkilometer och ligger 214 meter över havet. Sjön avvattnas av vattendraget Sälmån.

## Delavrinningsområde
Övre Hammardammen ingår i det delavrinningsområde (680658-148194) som SMHI kallar för Utloppet av Övre Hammardammen. Medelhöjden är 244 meter över havet och ytan är 5,01 kvadratkilometer. Räknas de 10 avrinningsområdena uppströms in blir den ackumulerade arean 74,67 kvadratkilometer. Sälmån som avvattnar avrinningsområdet har biflödesordning 3, vilket innebär att vattnet flödar genom totalt 3 vattendrag innan det når havet efter 124 kilometer. Avrinningsområdet består mestadels av skog (84 procent). Avrinningsområdet har 0,39 kvadratkilometer vattenytor vilket ger det en sjöprocent på 7,7 procent.